# گاتلوکای
–
گاتلوکای (به لاتین: Gatlukay) یک منطقهٔ مسکونی در روسیه است که در آدیغیه واقع شده‌است.